# Сухая Вычера
Сухая Вычера — посёлок в Онежском районе Архангельской области России. Входит в состав Кодинского сельского поселения.

## География
Посёлок находится в северо-западной части Архангельской области, в подзоне северной тайги, на берегах реки Сухая Вычера. Административный центр района город Онега, расположен в 117 километрах к западу(по прямой).

### Климат
Климат характеризуется среднегодовой температурой воздуха +0,8 и холодной продолжительной зимой, которая длится около 165-170 дней. Устойчивый снежный покров устанавливается в первой декаде ноября. Снег сходит в среднем в конце апреля - начале мая. Таяние, как правило, дружное, часто при ярком солнце и ветре. Лето короткое, прохладное, дождливое. Территория района находится в зоне избыточного увлажнения. Среднегодовое количество осадков составляет около 600 мм, при этом основное количество осадков приходится на теплый период года.

### Часовой пояс
Посёлок Сухая Вычера, как и вся Архангельская область, находится в часовой зоне МСК (московское время). Смещение применяемого времени относительно UTC составляет +3:00.

## Население
| 2002 | 2010 | 2012 |
| ---- | ---- | ---- |
| 106  | ↘0   | →0   |

### Национальный состав
Согласно результатам переписи 2002 года, население отсутствовало.

## Инфраструктура
Отсутствует..